# Élections fédérales australiennes de 2025
Les élections fédérales australiennes de 2025 ont lieu le 3 mai 2025 afin de renouveler l'intégralité des 150 sièges de la Chambre des représentants et 40 des 76 sièges du Sénat. Ces élections initieront la 48e législature du Parlement d'Australie.
Vainqueur des élections de 2022, le Parti travailliste (ALP) du Premier ministre Anthony Albanese brigue un second mandat, faisant face à la Coalition libérale-nationale menée par Peter Dutton, porté à la tête de la formation à la suite de la démission de Scott Morrison en 2022.
La campagne se centre principalement autour du coût de la vie, des droits de douane américains et du changement climatique, ou encore la proposition de la Coalition de développer l'énergie nucléaire civile.
Les sondages annonçaient initialement une victoire de la Coalition, puis la possibilité d'un Parlement sans majorité, comme en 2010. Finalement, le scrutin voit une victoire écrasante des travaillistes, qui remportent plus de 90 sièges, améliorant leur score de 2022 face à la Coalition. Cette dernière, largement défaite, perd plusieurs circonscriptions acquises depuis des années, dont celle de Peter Dutton. Les Verts, qui perdent au moins trois de leurs quatre sièges, dont celui de leur chef Adam Bandt, sont les autres grands perdants.

## Contexte

### Élections fédérales de 2022
Les élections de 2022 sont convoquées normalement pour le 21 mai, sur demande du Premier ministre libéral Scott Morrison. Ce dernier, largement impopulaire du fait de plusieurs controverses comme les feux de brousses dévastateurs de 2019-2020, la gestion de la crise du Covid ou encore la crise des sous-marins avec la France, mène la Coalition à la défaite. Si elle arrive en tête des premières préférences, elle perd 18 représentants, établissant ainsi son score le plus bas depuis 1946.
Les travaillistes, après neuf ans dans l'opposition, disposent d'une majorité absolue des sièges à la Chambre des représentants, mais le Sénat demeure, comme à l'accoutumée, une chambre sans majorité. Le scrutin est également un succès pour les Verts et les candidats indépendants, qui réalisent chacun des gains substantiels,.

### Référendum constitutionnel de 2023
Anthony Albanese, qui prête serment comme Premier ministre le 23 mai, déclare lors de son premier discours post-investiture son intention d’organiser un référendum constitutionnel sur la création d'un organe représentatif des autochtones, l'une de ses promesses de campagne. Cette initiative était née en 2017, lorsque 270 délégués autochtones rédigent la déclaration d'Uluru, visant notamment la mise en place d'un organe qui serait chargé de conseiller le Parlement sur toute loi les concernant.
Le Parti travailliste, porteur du projet, fait activement campagne en faveur du « Oui », avançant un moyen de remédier à plusieurs problèmes auxquels font face les Aborigènes et les indigènes du détroit de Torrès, notamment un taux de pauvreté et d'incarcération plus élevé que dans le reste de la population, ainsi que l'accès aux soins et à l'éducation. Chez l'opposition, les opinions divergent : si le Parti national s'oppose au projet dès novembre 2022, le Parti libéral finit par faire campagne contre à partir d'avril 2023, son chef Peter Dutton s'étant pourtant déclaré favorable au projet en 2019 quand il siégeait au sein du gouvernement Morrison II, mais sous la forme d'une simple législation et non d'un amendement constitutionnel.
Le référendum se révèle finalement être un échec, le « Non » l'ayant emporté grâce, notamment, à la campagne menée de Peter Dutton dénonçant une division du pays selon des « critères raciaux », où « tous les Australiens [seraient] égaux, mais où certains Australiens [seraient] plus égaux que d'autres »,. Au soir du scrutin, Anthony Albanese reconnaît la défaite et promet de continuer à travailler pour promouvoir la réconciliation.

## Système politique et électoral
L'Australie est une démocratie parlementaire et une monarchie constitutionnelle. C'est un royaume du Commonwealth avec Charles III pour roi d'Australie. Ce dernier est doté d'un rôle purement cérémoniel, et est représenté par un gouverneur général — choisi par le gouvernement australien — dont les fonctions sont également d'ordre symbolique, tout en conservant certains pouvoirs de réserve. Le pouvoir exécutif est exercé par le Premier ministre et son Cabinet. Ceux-ci sont responsables face à la Chambre des représentants et ne demeurent en fonction que s'ils bénéficient de la confiance d'une majorité des députés.
La Chambre des représentants et le Sénat sont tous deux pourvus au suffrage universel direct, mais selon des systèmes électoraux différents. La Chambre est par ailleurs renouvelée intégralement pour des mandats de trois ans, tandis que le Sénat est renouvelé par moitié, mais pour des mandats de six ans. Le vote est obligatoire et le fait de ne pas voter est puni d'une amende.
Pour les Australiens se trouvant à l'étranger au moment du vote, cent-onze bureaux de vote sont ouverts dans les ambassades et consulats australiens dans quatre-vingt trois pays, et ces citoyens peuvent par ailleurs choisir de voter par courrier postal. Les personnes se trouvant dans les territoires australiens en Antarctique peuvent voter par téléphone. Pour les citoyens ne se trouvant pas en Australie, voter n'est pas obligatoire.

### Chambre des représentants

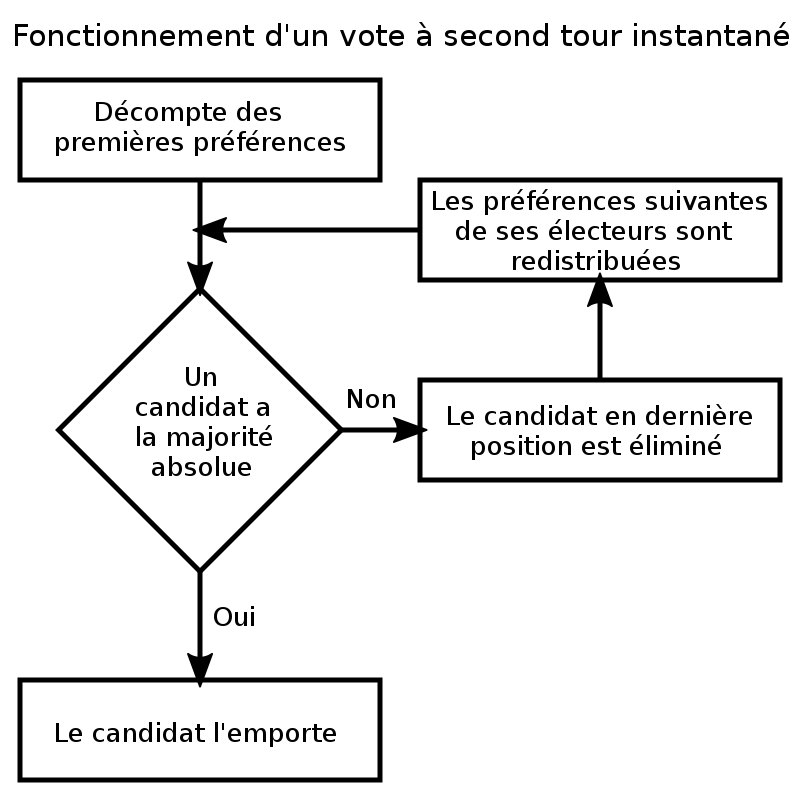
Fonctionnement d'un vote à second tour instantané

Exemple de bulletin de vote utilisé à la chambre

La Chambre des représentants se compose de 150 sièges (un de moins qu'en 2022) pourvus au vote à second tour instantané dans autant de circonscriptions électorales uninominales. Ce type de vote y est utilisé sous sa forme intégrale : les électeurs classent l'intégralité des candidats de leur circonscription par ordre de préférences en écrivant un chiffre à côté de chacun de leurs noms sur le bulletin de vote, 1 étant la première préférence. Au moment du dépouillement, les premières préférences sont d'abord comptées puis, si aucun candidat n'a réuni plus de la moitié des suffrages dans la circonscription, le candidat arrivé dernier est éliminé et ses secondes préférences attribuées aux candidats restants. L'opération est renouvelée jusqu'à ce qu'un candidat atteigne la majorité absolue. Les bulletins de vote doivent obligatoirement comporter un classement de l'ensemble des candidats. À défaut, ils sont considérés comme nuls. La loi électorale permet cependant de considérer comme valables les bulletins sur lesquels une seule case a été laissée non cochée.
Dans la pratique, des volontaires des partis politiques se tiennent à l'entrée des bureaux de vote le jour des élections et proposent aux électeurs des cartes « Comment voter » qui indiquent comment chaque parti préconise d'ordonner les candidats.

### Sénat
Le Sénat se compose quant à lui de 76 sièges pourvus au scrutin à vote unique transférable dans des circonscriptions plurinominales. Chacun des six États constitue une circonscription de 12 sénateurs élus pour six ans, mais renouvelés par moitié, tandis que celles du Territoire du Nord et de la capitale Canberra comportent deux sénateurs chacun, élus pour trois ans et renouvelés intégralement. Si le renouvellement de la Chambre est intégral, celui du Sénat a ainsi lieu par moitié environ, quarante sièges étant à pourvoir tous les trois ans : six par État et deux par Territoire. Le Sénat peut toutefois être renouvelé intégralement en même temps que la Chambre dans le cas d'une double dissolution, auquel cas la moitié des sénateurs des États effectuent exceptionnellement des mandats de trois ans.
Dans ce mode de scrutin, à finalité proportionnelle, les électeurs classent au moins autant de candidats que de sièges à pourvoir par ordre de préférences en écrivant un chiffre à côté de chacun de leurs noms sur le bulletin de vote, 1 étant la première préférence. La forme du système est ici non intégrale : les électeurs ne sont pas obligés de numéroter l'ensemble des candidats, mais seulement au moins autant que le double du nombre de sièges à pourvoir dans leur circonscription. Ils peuvent toujours en numéroter plus s'ils le souhaitent. En pratique, la loi électorale permet de considérer comme valables des bulletins sur lesquels au moins six candidats ont été numérotés.

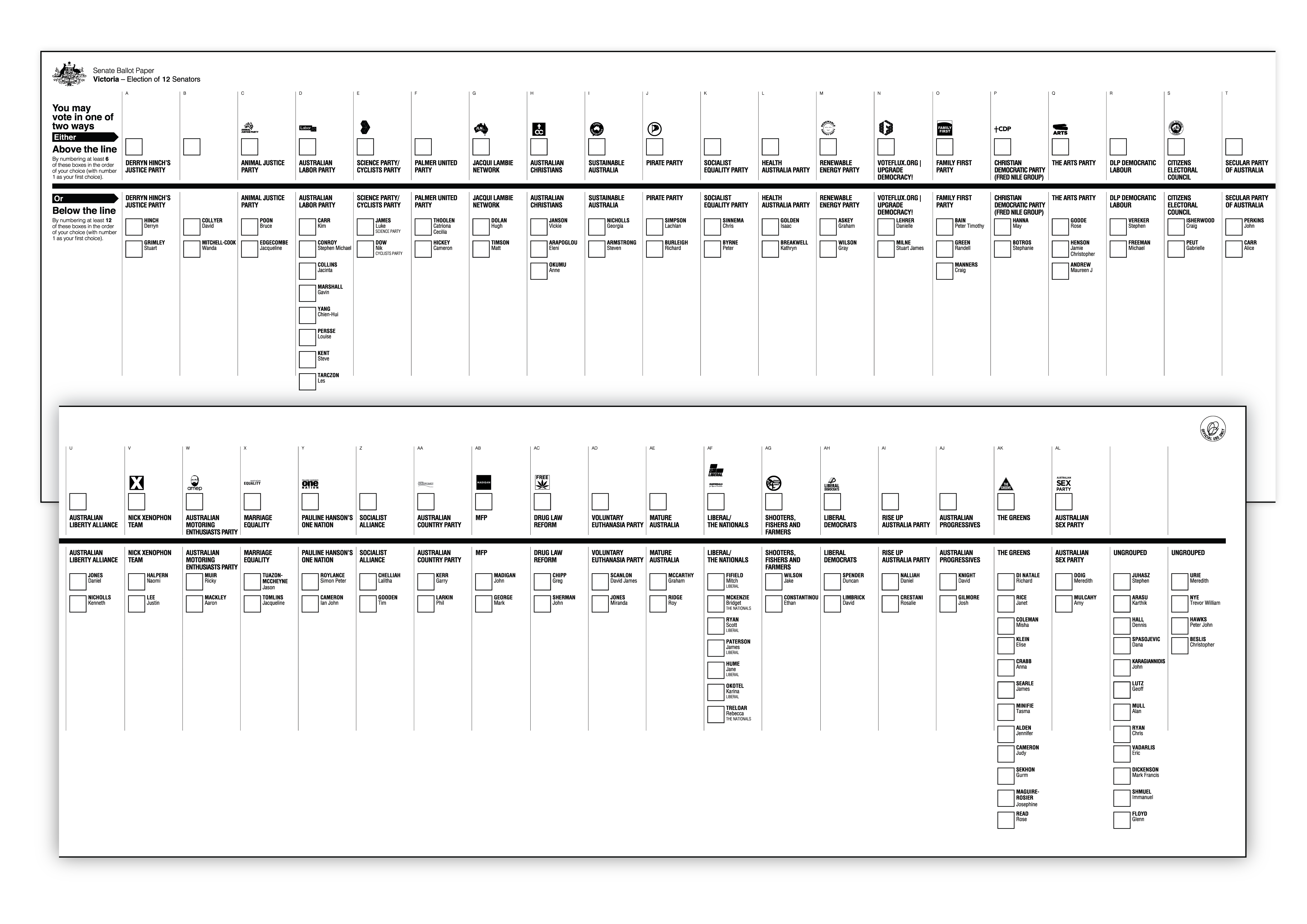
Exemple de bulletin de vote utilisé au Sénat

Les candidats sont regroupés sur le bulletin de vote par partis, et les électeurs peuvent librement sélectionner l'ensemble des candidats de ce parti ou en sélectionner des candidats de partis différents. Les électeurs ont également la possibilité de voter directement pour le parti de leur choix en cochant une seule case, auquel cas l'ensemble de leurs préférences sont attribués aux candidats présentés par le parti dans l'ordre proposé par ce dernier. L'électeur choisissant ce type de vote par parti doit cependant en numéroter au moins six, bien que la loi électorale permette de considérer comme valables des bulletins sur lesquels un seul parti a été coché.
Les partis ne sont pas contraints de présenter autant de candidats que de sièges à pourvoir et tendent à en présenter un nombre restreint afin de limiter la dispersion des voix de leurs électeurs, notamment chez les petits partis. Les bulletins de vote sont imprimés avec les partis disposés horizontalement au-dessus d'une ligne sous laquelle leurs candidats sont disposés en colonnes verticales. Un vote directement par candidats est ainsi couramment appelé « En dessous de la Ligne » (Below the Line) et un vote par partis « Au dessus de la ligne » (Above the Line),.
Au moment du dépouillement, il est d'abord établi le quota de voix à atteindre par un candidat pour obtenir un siège en divisant le nombre de votes valides plus un par le nombre de sièges à pourvoir plus un. Les premières préférences sont d'abord comptées et le ou les candidats ayant directement atteint le quota sont élus. Pour chaque candidat élu, les secondes préférences de ses électeurs sont ajoutées au total des voix des candidats restants, permettant éventuellement à ces derniers d'atteindre à leur tour le quota. Si aucun candidat n'a atteint le quota dans la circonscription, ou qu'il reste des sièges à pourvoir après attribution des secondes préférences, le candidat arrivé dernier est éliminé et ses secondes préférences attribuées aux candidats restants. Si un candidat est élu ou éliminé et que ses secondes préférences vont à un candidat lui-même déjà élu ou éliminé, les préférences suivantes sont utilisées, et ainsi de suite. L'opération est renouvelée jusqu'à ce qu'autant de candidats que de sièges à pourvoir atteignent le quota.
Du fait des circonscriptions plurinominales et du scrutin quasi proportionnel, le nombre de candidats pour le Sénat est généralement très élevé. Le dépouillement peut souvent prendre plusieurs semaines.

## Partis politiques et dirigeants
| Partis | Partis                              | Partis                              | Dirigeant                                                                | Positionnement et idéologie                                                                                 | Résultats en 2022             |
| ------ | ----------------------------------- | ----------------------------------- | ------------------------------------------------------------------------ | --- | ----------------------------- |
|        | Parti travailliste                  | Parti travailliste                  | Anthony Albanese                                                         | Centre gauche Social-démocratie, troisième voie, progressisme                                               | 77 représentants 26 sénateurs |
|        | Coalition                           | Coalition                           | Peter Dutton                                                             | Centre droit Alliance, libéralisme, conservatisme, agrarisme                                                | 58 représentants 32 sénateurs |
|        | Parti libéral                       | Peter Dutton                        | Centre droit Libéral-conservatisme, libéralisme économique               | 27 représentants 15 sénateurs                                                                               |                               |
|        | Parti libéral national              | David Crisafulli                    | Centre droit Libéral-conservatisme, conservatisme libéralisme économique | 21 représentants 5 sénateurs                                                                                |                               |
|        | Parti national                      | David Littleproud                   | Centre droit à droite Conservatisme, agrarisme                           | 10 représentants 0 sénateur                                                                                 |                               |
|        | Parti rural libéral                 | Lia Finocchiaro                     | Centre droit Libéral-conservatisme, agrarisme, Territoire du Nord        | 0 représentant 0 sénateur                                                                                   |                               |
|        | Verts                               | Verts                               | Adam Bandt                                                               | Gauche Écologie politique                                                                                   | 4 représentants 12 sénateurs  |
|        | One Nation                          | One Nation                          | Pauline Hanson                                                           | Droite à Extrême droite Populisme de droite, nationalisme, opposition à l'immigration, conservatisme social | 0 représentant 2 sénateurs    |
|        | Parti unifié                        | Parti unifié                        | Ralph Babet                                                              | Droite radicale Populisme de droite, nationalisme, conservatisme social                                     | 0 représentant 1 sénateur     |
|        | Indépendants dont Teal Independents | Indépendants dont Teal Independents | n/a                                                                      | Libéralisme économique et progressisme social                                                               | 10 représentants 0 sénateur   |

## Sondages
Si la Coalition conservait un avantage sur les Travaillistes jusqu’à l’annonce de la convocation des élections pour le mois de mai, un nouveau sondage en date du 30 mars révèlerait une préférence pour Anthony Albanese plutôt que pour Peter Dutton en tant que dirigeant.
Intentions de vote par préférence bipartisane

## Campagne électorale
La campagne se centre particulièrement sur les enjeux du coût de la vie, les droits de douane américains ou encore la crise du logement et le changement climatique. Sur ce dernier point, les travaillistes et la Coalition s’opposent férocement, l’un souhaitant continuer à développer les énergies renouvelables et l’autre la levée de l’interdiction du nucléaire civil, entrée en vigueur en 1998 avec le National Radiation and Nuclear Safety Act.

## Résultats

### À la Chambre
|                                   |                                |                                |            |       |               |               |               |  |  |  |  |  |  |  |
| Parti                             | Parti                          | Parti                          | Voix       | %     | +/-           | Sièges        | +/-           |  |  |  |  |  |  |  |
|                                   | Parti travailliste             | Parti travailliste             | 5 354 138  | 34,56 | 1,98          | 94            | 17            |  |  |  |  |  |  |  |
|                                   |                                | Parti libéral                  | 3 205 216  | 20,69 | 3,20          | 18            | 9             |  |  |  |  |  |  |  |
|                                   | Parti libéral national         | 1 099 623                      | 7,10       | 0,90  | 16            | 5             |               |  |  |  |  |  |  |  |
|                                   | Parti national                 | 588 778                        | 3,80       | 0,20  | 9             | 1             |               |  |  |  |  |  |  |  |
|                                   | Parti rural libéral            | 35 785                         | 0,23       | 0,03  | 0             | en stagnation |               |  |  |  |  |  |  |  |
| Total Coalition                   | Total Coalition                | 4 929 402                      | 31,82      | 3,88  | 43            | 15            |               |  |  |  |  |  |  |  |
|                                   | Verts                          | Verts                          | 1 889 977  | 12,20 | 0,05          | 1             | 3             |  |  |  |  |  |  |  |
|                                   | Une Nation                     | Une Nation                     | 991 814    | 6,40  | 1,44          | 0             | en stagnation |  |  |  |  |  |  |  |
|                                   | La Trompette des Patriotes     | La Trompette des Patriotes     | 296 076    | 1,91  | 1,52          | 0             | en stagnation |  |  |  |  |  |  |  |
|                                   | Parti de la Famille d'abord    | Parti de la Famille d'abord    | 273 681    | 1,77  | Nv            | 0             | en stagnation |  |  |  |  |  |  |  |
|                                   | Australie légalise le cannabis | Australie légalise le cannabis | 186 335    | 1,20  | 1,16          | 0             | en stagnation |  |  |  |  |  |  |  |
|                                   | Parti libertarien              | Parti libertarien              | 83 474     | 0,54  | 1,72          | 0             | en stagnation |  |  |  |  |  |  |  |
|                                   | Parti du Peuple d'abord        | Parti du Peuple d'abord        | 71 892     | 0,46  | Nv            | 0             | en stagnation |  |  |  |  |  |  |  |
|                                   | Parti australien de Katter     | Parti australien de Katter     | 51 775     | 0,33  | 0,05          | 1             | en stagnation |  |  |  |  |  |  |  |
|                                   | Alliance du centre             | Alliance du centre             | 37 453     | 0,24  | en stagnation | 1             | en stagnation |  |  |  |  |  |  |  |
|                                   | Autres                         | Autres                         | 198 168    | 1,28  | –             | 0             | –             |  |  |  |  |  |  |  |
|                                   | Indépendants                   | Indépendants                   | 1 126 051  | 7,27  | 1,98          | 10            | en stagnation |  |  |  |  |  |  |  |
| Après répartition des préférences |                                |                                |            |       |               |               |               |  |  |  |  |  |  |  |
|                                   | Parti travailliste             | Parti travailliste             | 8 507 268  | 55,28 | 3,15          | 94            | 17            |  |  |  |  |  |  |  |
|                                   | Coalition                      | Coalition                      | 6 883 313  | 44,72 | 3,15          | 43            | 15            |  |  |  |  |  |  |  |
|                                   |                                |                                |            |       |               |               |               |  |  |  |  |  |  |  |
| Suffrages exprimés                | Suffrages exprimés             | Suffrages exprimés             | 15 490 236 | 94,40 |               |               |               |  |  |  |  |  |  |  |
| Votes blancs et nuls              | Votes blancs et nuls           | Votes blancs et nuls           | 919 512    | 5,60  |               |               |               |  |  |  |  |  |  |  |
| Total                             | Total                          | Total                          | 16 409 748 | 100   | –             | 150           | 1             |  |  |  |  |  |  |  |
| Abstention                        | Abstention                     | Abstention                     | 1 689 049  | 9,33  |               |               |               |  |  |  |  |  |  |  |
| Inscrits/Participation            | Inscrits/Participation         | Inscrits/Participation         | 18 098 797 | 90,67 |               |               |               |  |  |  |  |  |  |  |

### Au Sénat
|                           |                                |                                |            |               |      |        |        |               |               |  |  |  |  |  |
| Partis                    | Partis                         | Partis                         | Voix       | %             | +/-  | Sièges | Sièges | Sièges        | Sièges        |  |  |  |  |  |
| Partis                    | Partis                         | Partis                         | Voix       | %             | +/-  | Élus   | +/-    | Pas en lice   | Total         |  |  |  |  |  |
|                           | Parti travailliste             | Parti travailliste             | 5 573 028  | 35,11         | 6,32 | 16     | 12     | 28            | 3             |  |  |  |  |  |
|                           |                                | Ticket Libéral/National        | 2 756 296  | 17,37         | 4,22 | 4      | 5      | 9             | 2             |  |  |  |  |  |
|                           | Parti libéral national         | 997 404                        | 6,28       | 1,45          | 2    | 2      | 4      | en stagnation |               |  |  |  |  |  |
|                           | Parti libéral                  | 892 188                        | 5,62       | 2,62          | 6    | 7      | 13     | 2             |               |  |  |  |  |  |
|                           | Parti national                 | 63 738                         | 0,40       | 0,23          | 0    | 0      | 0      | en stagnation |               |  |  |  |  |  |
|                           | Parti rural libéral            | 34 954                         | 0,22       | en stagnation | 1    | 0      | 1      | en stagnation |               |  |  |  |  |  |
| Total Coalition           | Total Coalition                | 4 744 580                      | 29,89      | 8,10          | 13   | 14     | 27     | 5             |               |  |  |  |  |  |
|                           | Verts                          | Verts                          | 1 859 974  | 11,72         | 1,53 | 6      | 5      | 11            | en stagnation |  |  |  |  |  |
|                           | Une Nation                     | Une Nation                     | 899 296    | 5,67          | 0,27 | 3      | 1      | 4             | 2             |  |  |  |  |  |
|                           | Australie légalise le cannabis | Australie légalise le cannabis | 553 163    | 3,49          | 0,16 | 0      | 0      | 0             | en stagnation |  |  |  |  |  |
|                           | La Trompette des Patriotes     | La Trompette des Patriotes     | 413 238    | 2,60          | 2,38 | 0      | 0      | 0             | en stagnation |  |  |  |  |  |
|                           | Parti de la Famille d'abord    | Parti de la Famille d'abord    | 236 728    | 1,49          | Nv.  | 0      | 0      | 0             | en stagnation |  |  |  |  |  |
|                           | Justice pour les animaux       | Justice pour les animaux       | 198 611    | 1,25          | 0,35 | 0      | 0      | 0             | en stagnation |  |  |  |  |  |
|                           | Réseau Jacqui Lambie           | Réseau Jacqui Lambie           | 166 085    | 1,05          | 0,84 | 1      | 0      | 1             | en stagnation |  |  |  |  |  |
|                           | Parti du Peuple d'abord/KAT    | Parti du Peuple d'abord/KAT    | 151 310    | 0,95          | Nv.  | 0      | 0      | 0             | en stagnation |  |  |  |  |  |
|                           | La voix de l'Australie         | La voix de l'Australie         | 119 717    | 0,75          | Nv.  | 0      | 0      | 0             | en stagnation |  |  |  |  |  |
|                           | Parti David Pocock             | Parti David Pocock             | 114 915    | 0,72          | 0,32 | 1      | 0      | 1             | en stagnation |  |  |  |  |  |
|                           | Autres partis                  | Autres partis                  | 804 299    | 5,07          | –    | 0      | 0      | 0             | en stagnation |  |  |  |  |  |
|                           | Indépendants                   | Indépendants                   | 36 245     | 0,23          | 0,67 | 0      | 1      | 1             | 1             |  |  |  |  |  |
|                           | Parti unifié d'Australie       | Parti unifié d'Australie       |            |               |      |        | 1      | 1             | en stagnation |  |  |  |  |  |
|                           | Tammy Tyrrell pour la Tasmanie | Tammy Tyrrell pour la Tasmanie |            |               |      |        | 1      | 1             | en stagnation |  |  |  |  |  |
|                           |                                |                                |            |               |      |        |        |               |               |  |  |  |  |  |
| Votes valides             | Votes valides                  | Votes valides                  | 15 871 189 | 96,55         |      |        |        |               |               |  |  |  |  |  |
| Votes blancs et invalides | Votes blancs et invalides      | Votes blancs et invalides      | 567 305    | 3,45          |      |        |        |               |               |  |  |  |  |  |
| Total                     | Total                          | Total                          | 16 438 494 | 100           | –    | 40     | 36     | 76            | en stagnation |  |  |  |  |  |
| Abstentions               | Abstentions                    | Abstentions                    | 1 660 273  | 9,17          |      |        |        |               |               |  |  |  |  |  |
| Inscrits / participation  | Inscrits / participation       | Inscrits / participation       | 18 098 767 | 90,83         |      |        |        |               |               |  |  |  |  |  |

## Analyse et conséquences
Au pouvoir depuis trois ans, le Parti travailliste du Premier ministre Anthony Albanese est reconduit avec une majorité absolue en sièges, avec un résultat amélioré par rapport aux élections de 2022, alors que les sondages indiquaient quelques mois plus tôt la forte probabilité d'une victoire de la Coalition libérale-nationale puis la possibilité d'un Parlement sans majorité. Anthony Albanese devient ainsi le premier chef de gouvernement fédéral depuis John Howard à remporter un deuxième mandat à l'issue d'un premier mandat complet.
La Coalition est ainsi largement défaite et obtient un résultat plus faible qu'en 2022, arrivant deuxième des « premières préférences » et perdant plusieurs circonscriptions acquises de longue date. Peter Dutton, chef de la Coalition depuis 2022, est défait dans sa circonscription de Dickson par une travailliste, tandis que Adam Bandt, le chef des Verts, perd son siège dans la circonscription de Melbourne, également au profit d'une travailliste,. C'est la première fois depuis 2007 et la troisième fois depuis la création de la fédération australienne qu'un chef de l'un ou l’autre des principaux partis perd son siège de représentant.
Le 13 mai, le Parti libéral élit une nouvelle cheffe, Sussan Ley, qui succède Peter Dutton. L'échec électoral de la Coalition étant imputé en grande partie à sa droitisation, le parti choisit la candidate de l'aile modérée plutôt que Angus Taylor (en), le candidat de l'aile droite.